# Zhengzhou Open 2023 - Qualificazioni singolare
Le qualificazioni del singolare femminile del Zhengzhou Open 2023 sono state un torneo di tennis preliminare per accedere alla fase finale della manifestazione svolte dal 7 all'8 ottobre 2023. Le vincitrici dell'ultimo turno sono entrate di diritto nel tabellone principale. In caso di ritiro di una o più giocatrici aventi diritto a queste sono subentrati le lucky loser, ossia le giocatrici che hanno perso nell'ultimo turno ma che avevano una classifica più alta rispetto alle altre partecipanti che avevano comunque perso nel turno finale.

## Teste di serie
1. Lesja Curenko (qualificata)
2. Diana Šnaider (ultimo turno, ritirata, lucky loser)
3. Lucia Bronzetti (ritirata)
4. Camila Osorio (primo turno)
5. Nao Hibino (qualificata)
6. Tamara Korpatsch (ultimo turno, lucky loser)

1. Laura Siegemund (qualificata)
2. Moyuka Uchijima (ultimo turno, lucky loser)
3. Tímea Babos (ultimo turno, lucky loser)
4. You Xiaodi (ultimo turno)
5. Ma Yexin (primo turno)
6. Carol Zhao (ultimo turno)

## Qualificate
1. Lesja Curenko
2. Laura Siegemund
3. Kateryna Volodko

1. Vera Zvonarëva
2. Nao Hibino
3. Ellen Perez

### Lucky loser
1. Tamara Korpatsch
2. Diana Šnaider

1. Moyuka Uchijima
2. Tímea Babos

## Tabellone

### Legenda
| - Q = Qualificato - WC = Wild card - LL = Lucky loser | - ALT = Alternate - SE = Special Exempt - PR = Protected Ranking | - w/o = Walkover - r = Ritirato - d = Squalificato |

### Sezione 1
|  | Primo turno | Primo turno     | Primo turno     | Primo turno | Primo turno |  |  | Ultimo turno | Ultimo turno    | Ultimo turno    | Ultimo turno | Ultimo turno |  |
|  |             |                 |                 |             |             |  |  |              |                 |                 |              |              |  |
|  | 1           | Lesja Curenko   | Lesja Curenko   | 6           | 6           |  |  |              |                 |                 |              |              |  |
|  |             | Ulrikke Eikeri  | Ulrikke Eikeri  | 3           | 1           |  |  | 1            | Lesja Curenko   | Lesja Curenko   | 7            | 6            |  |
|  |             | Sofia Šapatava  | Sofia Šapatava  | 1           | 4           |  |  | 8            | Moyuka Uchijima | Moyuka Uchijima | 5            | 1            |  |
|  | 8           | Moyuka Uchijima | Moyuka Uchijima | 6           | 6           |  |  |              |                 |                 |              |              |  |

### Sezione 2
|  | Primo turno | Primo turno     | Primo turno     | Primo turno | Primo turno |  |  | Ultimo turno | Ultimo turno    | Ultimo turno | Ultimo turno | Ultimo turno |  |
|  |             |                 |                 |             |             |  |  |              |                 |              |              |              |  |
|  | 2           | Diana Šnaider   | Diana Šnaider   | 6           | 6           |  |  |              |                 |              |              |              |  |
|  | WC          | Zijun Jiang     | Zijun Jiang     | 0           | 3           |  |  | 2            | Diana Šnaider   | 2            | 0            | r            |  |
|  | WC          | Wang Meiling    | Wang Meiling    | 1           | 1           |  |  | 7            | Laura Siegemund | 6            | 3            |              |  |
|  | 7           | Laura Siegemund | Laura Siegemund | 6           | 6           |  |  |              |                 |              |              |              |  |

### Sezione 3
|  | Primo turno | Primo turno      | Primo turno      | Primo turno | Primo turno |  |  | Ultimo turno | Ultimo turno     | Ultimo turno | Ultimo turno | Ultimo turno |  |
|  |             |                  |                  |             |             |  |  |              |                  |              |              |              |  |
|  | Alt         | Erin Routliffe   | Erin Routliffe   | 3           | 3           |  |  |              |                  |              |              |              |  |
|  |             | Kateryna Volodko | Kateryna Volodko | 6           | 6           |  |  |              | Kateryna Volodko | 6            | 3            | 6            |  |
|  |             | Wei Sijia        | 1                | 6           | 2           |  |  | 10           | You Xiaodi       | 4            | 6            | 2            |  |
|  | 10          | You Xiaodi       | 6                | 4           | 6           |  |  |              |                  |              |              |              |  |

### Sezione 4
|  | Primo turno | Primo turno    | Primo turno | Primo turno | Primo turno |  |  | Ultimo turno | Ultimo turno   | Ultimo turno | Ultimo turno | Ultimo turno |  |
|  |             |                |             |             |             |  |  |              |                |              |              |              |  |
|  | 4           | Camila Osorio  | 6           | 2           | 2           |  |  |              |                |              |              |              |  |
|  |             | Vera Zvonarëva | 1           | 6           | 6           |  |  |              | Vera Zvonarëva | 63           | 6            | 7            |  |
|  |             | Miyu Katō      | 7           | 3           | 4           |  |  | 9            | Tímea Babos    | 7            | 2            | 65           |  |
|  | 9           | Tímea Babos    | 62          | 6           | 6           |  |  |              |                |              |              |              |  |

### Sezione 5
|  | Primo turno | Primo turno | Primo turno | Primo turno | Primo turno |  |  | Ultimo turno | Ultimo turno | Ultimo turno | Ultimo turno | Ultimo turno |  |
|  |             |             |             |             |             |  |  |              |              |              |              |              |  |
|  | 5           | Nao Hibino  | Nao Hibino  | 6           | 6           |  |  |              |              |              |              |              |  |
|  | WC          | Zhao Xichen | Zhao Xichen | 0           | 1           |  |  | 5            | Nao Hibino   | Nao Hibino   | 6            | 6            |  |
|  | WC          | Jiang Xinyu | 4           | 6           | 68          |  |  | 12           | Carol Zhao   | Carol Zhao   | 3            | 2            |  |
|  | 12          | Carol Zhao  | 6           | 4           | 7           |  |  |              |              |              |              |              |  |

### Sezione 6
|  | Primo turno | Primo turno      | Primo turno      | Primo turno | Primo turno |  |  | Ultimo turno | Ultimo turno     | Ultimo turno | Ultimo turno | Ultimo turno |  |
|  |             |                  |                  |             |             |  |  |              |                  |              |              |              |  |
|  | 6           | Tamara Korpatsch | Tamara Korpatsch | 7           | 6           |  |  |              |                  |              |              |              |  |
|  |             | Ena Shibahara    | Ena Shibahara    | 5           | 2           |  |  | 6            | Tamara Korpatsch | 4            | 7            | 4            |  |
|  |             | Ellen Perez      | Ellen Perez      | 7           | 6           |  |  |              | Ellen Perez      | 6            | 5            | 6            |  |
|  | 11          | Ma Yexin         | Ma Yexin         | 5           | 3           |  |  |              |                  |              |              |              |  |